# 北门圣米迦勒堂
北门圣米迦勒堂（英語：St Michael at the North Gate）是英国牛津中心区的一座教堂，位于谷物市场街（Cornmarket Street）与船街（Ship Street）的交汇处，即原来牛津古城墙北门的所在地。

## 历史
该教堂建于1000–1050年，是牛津最古老的建筑物。塔楼为撒克逊风格。建筑师John Plowman于1833年重建北通廊和耳堂。
北门圣米迦勒堂是目前牛津的城市教堂。这一头衔原本属于卡尔法克斯的圣马丁堂，1896年圣马丁堂拆除后属于 高街的诸圣堂。1971年诸圣堂被废弃，改为牛津大学林肯学院的图书馆，于是这一头衔归于圣米迦勒堂城市教堂是牛津市长礼拜的地点。圣马丁堂和诸圣堂的堂区现在都已合并到圣米迦勒堂。
1859年4月25日，威廉·莫里斯和簡·伯登在此举行婚礼。在此也能看到約翰·衛斯理的讲坛。1555年，牛津殉道者被囚禁在Bocardo 监狱，次年被活活烧死在城墙外的火刑柱上，即今天的宽街。